# Festival Mundial
Festival Mundial was  van 1988 tot 2018 een jaarlijks, tweedaags muziekfestival gehouden in Tilburg.

## Geschiedenis
Festival Mundial werd in 1988 opgericht door Hans van Vugt en Dick Witte. Ruim twintig jaar heeft het festival plaatsgevonden in het Leijpark. Het begon als een gratis draagvlakevenement voor ontwikkelingssamenwerking, de eerste vier jaar onder de naam Derde Wereld Festival. De laatste jaren verbreedde Festival Mundial als een podiumkunstfestival. In 2013 werd een nieuwe locatie bepaald, in de Spoorzone, het creatieve hart van Tilburg. 
Ter ere van het dertig jaar bestaan van Festival Mundial verscheen in 2017 het boek 'Mijn Mundial' geschreven door Hans Rube.  
Na tegenvallende bezoekersaantallen in 2018 en weggevallen subsidies was het niet meer verantwoord om met het festival door te gaan. 

Een selectie van artiesten die hebben opgetreden: Youssou N’Dour, Ali Farka Touré, Fela Kuti, Miriam Makeba, Anouk, Krezip, Tania Libertad, Aster Aweke, Omou Sangare, King Sunny Adé, Yelloman,  Ziggi Recado, Intwine, Värttinä, Calypso Rose, Manu Dibango, Stella Chiweshe, Ismaël Lô, Urban Dance Squad, Gogol Bordello, The African Jazz Pioneers, Dorothy Masuka, Asian Dub Foundation, Crystal Fighters, The Opposites, Vive la Fête, Flogging Molly, La Pegatina, Oi Va Voi, De Jeugd van Tegenwoordig, Moby,  N.E.R.D, Babylon Circus, Blaudzun, Hoffmaestro, Triggerfinger (band), Fat Freddy's Drop, Goldfish, Selah Sue, Che Sudaka, Sabrina Starke, Dropkick Murphys, Paolo Nutini, Circle J, Xavier Rudd en Pierce Brothers.